# Dorothea von Hof
Dorothea von Hof (* 1. September 1458 in Konstanz; † 27. Februar 1501 ebenda) war eine Konstanzer Patrizierin und Schreiberin. Sie stellte Handschriften zusammen, die als Beispiele für die Laienfrömmigkeit des späten Mittelalters gelten können.

## Leben und Werke
Dorothea von Hof war Tochter des Kaufmanns und Vertreters der Zünfte Heinrich Ehinger und heiratete als 16-Jährige Jerg (Jörg) von Hof, der ab 1499 als Bürgermeister von Konstanz amtierte. Nach ihrer Subskription unternahm sie im Alter von 19 Jahren eine Pilgerfahrt nach Einsiedeln. Sie stiftete dort Kleider und Schmuck, wurde jedoch nicht eingekleidet. Von Hof stand später den St. Galler Dominikanerinnen nahe und ist in der Konventschronik des Klosters St. Katharina mehrfach als Stifterin überliefert. Es fehlt aber ein Beleg, in welcher Form die Wohltäterin mit dem Kloster verbunden gewesen ist. Nach 15 Jahren kinderloser Ehe verfasste das Ehepaar 1489 ein gemeinsames Testament. Sie starb am 27. Februar 1501 und wurde in St. Stephan beigesetzt.
Dorothea von Hof stellte aus geistlichen Texte des 14. und 15. Jahrhunderts zwei Handschriften zusammen, die als Beispiele für die Laienfrömmigkeit des späten Mittelalters gelten können.
Im Alter von 25 Jahren kompilierte von Hof ein geistliches Betrachtungsbuch, das sich unter anderem auf die Werke Meister Eckharts und Seuses stützte. Dieser von ihr geschriebene Codex wurde mit zwölf figürlichen Miniaturen illuminiert. Die Stiftsbibliothek St. Gallen erwarb das 550-seitige Werk gegen Ende des 18. Jahrhunderts und stellte es als Codex Sangallensis 479 ein.
Ihr Codex Das bůch der götlichen Liebe und summe der tugent ist eine fast 800-seitige Handschrift. Das „Frömmigkeitsbuch“ wurde im alemannischem Sprachduktus geschrieben. Es enthält unter anderem Exzerpte der „Engelberger Predigten“, der Erbauungsschrift Die Vierundzwanzig Alten Otto von Passaus und des pseudoeckartischen Traktats Schwester Katrei sowie einige Seiten mit Familiennotizen und medizinische Rezepten. Das Werk kam an die Stiftsbibliothek Einsiedeln und ist dort als Codex 752 (Msc. 746) verzeichnet.

## Belege
1. 1 2  Dorothea, von Hof bei swb.bsz-bw.de. Abgerufen am 7. März 2025.
2. ↑  Undine Brückner: Dorothea von Hof. „Das bůch der götlichen Liebe und summe der tugent“. Ostfildern 2015. S. 30.
3. 1 2  St. Gallen, Stiftsbibliothek, Cod. Sang. 479 bei e-codices. Abgerufen am 7. März 2025.
4. ↑  Undine Brückner: Dorothea von Hof. „Das bůch der götlichen Liebe und summe der tugent“. Ostfildern 2015. S. 26.
5. ↑  Handschriftenbeschreibung: Einsiedeln, Stiftsbibl., Cod. 752 (746) im Handschriftencensus. Abgerufen am 7. März 2025.

| Personendaten    | Personendaten                                     |
| ---------------- | ------------------------------------------------- |
| NAME             | Hof, Dorothea von                                 |
| ALTERNATIVNAMEN  | Hof, Dorothe von; Ehinger, Dorothea (Geburtsname) |
| KURZBESCHREIBUNG | Konstanzer Patrizierin und Schreiberin            |
| GEBURTSDATUM     | 1. September 1458                                 |
| GEBURTSORT       | Konstanz                                          |
| STERBEDATUM      | 27. Februar 1501                                  |
| STERBEORT        | Konstanz                                          |